# Eugen Pleško
Eugen Pleško (* 10. November 1948 in Zagreb; † 4. Februar 2020 ebenda) war ein jugoslawischer Radrennfahrer.

## Sportliche Laufbahn
Pleško stammt aus dem kroatischen Teil des Landes. Er war Teilnehmer der Olympischen Sommerspiele 1972 in München. Im olympischen Straßenrennen schied er beim Sieg von Hennie Kuiper aus dem Rennen aus.
Bei den Mittelmeerspielen 1971 gewann er die Bronzemedaille im Mannschaftszeitfahren. Dreimal fuhr er die Internationale Friedensfahrt. 1974 wurde er 81., 1969 und 1976 schied er jeweils aus.
1972 und 1974 siegte er im Eintagesrennen Memorial Stjepan Grgac.

## Berufliches
Nach seiner aktiven Laufbahn arbeitete er als Trainer beim Zagreb Cycling Club. Ab 2008 wurde er Nationaltrainer in Kroatien für den Straßenradsport und betreute die Auswahl bei den Olympischen Sommerspielen 2008 und 2012.  